# Distretto di San Pablo (Cajamarca)
Il distretto di San Pablo è uno dei quattro distretti  della provincia di San Pablo, in Perù. Si trova nella regione di Cajamarca e si estende su una superficie di 197,92 chilometri quadrati.

Ha per capitale la città di San Pablo e contava 13.479 abitanti al censimento 2005.